# Биркиркара
Биркиркара (на малтийски Birkirkara) е най-големият град в Малта. Неговото население е 21 775 жители и основната му религия е римо-католическата. Площта на града е 2,7 km² и се намира в централната част на острова.
В него са разположени едни от най-известните колежи на страната. Една от забележителностите му е старата гара, която днес се намира в обществен парк.

## Спорт
Футболният отбор на града носи името ФК Биркиркара.